# رونالد إل. إليس
رونالد إل. إليس (بالإنجليزية: Ronald L. Ellis)‏ هو قاضي ومحامي أمريكي، ولد في 4 يوليو 1950.